# Луций Аний (трибун)
Луций Аний (на латински: Lucius Annius) е политик на Римската република през края на 2 век пр.н.е. Произлиза от фамилията Ании.
През 110 пр.н.е. той е народен трибун заедно с Публий Лициний Лукул. Консулите тази година са Марк Минуций Руф и Спурий Постумий Албин. Пречи на Постумий, който е в Рим заради изборите на консули, да вземе със себе си бързо насъбрани нови войски в Нумидия.